# Sjarhej Hljabko
Sjarhej Aljaksandravič Hljabko (in bielorusso Сяргей Аляксандравіч Глябко?; Minsk, 23 agosto 1992) è un calciatore bielorusso, centrocampista svincolato.

## Carriera

### Club
Ha giocato nella prima divisione bielorussa.

### Nazionale
Ha giocato nelle nazionali giovanili bielorusse Under-19 ed Under-21.

## Palmarès

### Club

#### Competizioni nazionali
- Peršaja Liha: 1

Sluck: 2013